# Miu Miu
Miu Miu is een Italiaans modemerk dat in 1992 werd opgericht door Prada.

## Geschiedenis
Miu Miu werd in 1992 opgestart door Miuccia Prada, de creatief directeur van Prada. De naam van het merk is afkomstig van de bijnaam van haar familie. Waar Prada zich richt op minimalisme en verfijning, moest Miu Miu een uitlaatklep worden voor speelsere en meer excentrieke ontwerpen.
De eerste collectie van Miu Miu werd in 1995 gepresenteerd in New York, voordat het merk zijn shows naar Milaan verplaatste. In 2006 werd besloten om de collecties voortaan in Parijs te tonen tijdens Paris Fashion Week.
In 2011 lanceerde Miu Miu de Women’s Tales-serie, een reeks korte films geregisseerd door vrouwelijke filmmakers, waaronder Ava DuVernay, Chloë Sevigny en Lena Dunham.
Sinds 2020 werkt Miu Miu samen met styling consultant Lotta Volkova. In 2023 lanceerde het merk een samenwerking met New Balance, waarbij een exclusieve versie van de NB 574 sneaker werd uitgebracht.